# Cámara réflex

1. Elementos frontales del objetivo.
2. Mecanismo de enfoque.
3. Diafragma.
4. Obturador de plano focal.
5. Película.
6. Sujeción de correa.
7. Disparador.
8. Mando de velocidades.
9. Contador de fotogramas.
10. Visor réflex trasero.
11. Zapata del flash.
12. Anillo de enfoque.
13. Pentaprisma.
14. Espejo réflex.

Una cámara réflex es una cámara fotográfica en la que el usuario (el fotógrafo) ve directamente la imagen que va a fotografiar a través de un visor óptico sin ninguna clase de error de paralaje. 
La luz entra en la cámara a través del objetivo, es reflejada en un espejo (de ahí el nombre, proveniente del inglés reflex que significa reflejo), y a través del mismo la imagen llega hasta el visor.
Existen dos tipos de cámaras réflex: las SLR (réflex de un objetivo) y las TLR (réflex de dos objetivos).

## Funcionamiento
Para comprender el funcionamiento de las cámaras réflex primero de todo hemos de conocer los elementos que la componen, que son los siguientes:
1. Lentes del objetivo
2. Espejo abatible colocado a 45° si estamos mirando por el visor de la cámara y que sube cuando disparamos
3. Obturador
4. Sensor o película
5. Pantalla de enfoque
6. Lente reductora de tamaño de la imagen para adaptarla al visor
7. Pentaprisma
8. Visor

Funcionamiento de una cámara réflex cuando no se está tomando una fotografía

Sabiendo esto, ya podemos comprender el funcionamiento de este tipo de cámaras. El elemento más importante es el espejo abatible, ya que es el que regula el camino que sigue la luz en el interior de la cámara. La luz entra constantemente por el objetivo, pero mientras no tomamos la fotografía, este espejo se mantiene bajado con una inclinación de unos 45°. Gracias a esta inclinación, la luz es desviada al pentaprisma, que a su vez refleja la luz hasta que llega al visor, donde se coloca el fotógrafo para visualizar la composición de la imagen. En la parte inferior del visor también veremos algunos de los parámetros de la cámara, tales como la velocidad de obturación, la apertura del diafragma o el punto de enfoque.

Funcionamiento de una cámara réflex cuando se está tomando una fotografía

Hasta ahora hablábamos del mecanismo de la cámara cuando no se estaba tomando una fotografía. Ahora bien, este funcionamiento cambia ligeramente cuando se dispara. La luz, como anteriormente, entra por el objetivo, pero toma otro camino distinto al anterior. Esta vez, como hemos apretado el botón de disparar de la cámara, el espejo abatible se ha elevado, por lo que la luz continúa su trayectoria recta, hasta que se topa con el sensor o película, donde quedará plasmada la imagen. Como el espejo ya no está colocado de manera que refleje la luz hacia el pentaprisma, el fotógrafo dejará de visualizar la imagen por el visor.

## Cámara réflex de un solo objetivo (SLR)

### Cámara de 35 mm
Posee un espejo móvil detrás del objetivo, con una inclinación de 45°, que dirige la luz hacia arriba, a un prisma de cinco lados (pentaprisma o pentaespejo) que a su vez proyecta la imagen en el visor para que pueda ser observada por el fotógrafo. Todo esto elimina los errores de encuadre (error de paralaje). Estas cámaras tienen un gran surtido de accesorios. El obturador de plano focal está en el cuerpo de la cámara, situado justo delante de la película o sensor digital, permitiendo cambiar el objetivo sin peligro de velar la película o impresionar el sensor. Las réflex de un solo objetivo son de fácil enfoque en manual, y las últimas generaciones antes de las digitales ya incorporaban la mayoría de sistemas de medición y enfoque automático, pero son más pesadas y más complejas que las no réflex.

### De formato medio
El mecanismo es esencialmente igual que la de 35 mm, pero de mayor tamaño (objetivos, espejo, visor, obturador). Tienen el visor arriba, por lo que hay que colocarlas a la altura de la cintura, pero muchas admiten pentaprisma (como accesorio removible, a diferencia de la mayoría de cámaras réflex de 35mm), por lo que se mira en la misma postura que las de 35 mm. La película o el sensor, al ser mayor, da una mejor calidad que el de 35 mm. La mayoría de los modelos tienen chasis de película intercambiables, lo que permite cambiar de carrete sin haberlo terminado. Algunas tienen el obturador incorporado en el objetivo y se sincronizan con el flash a cualquier velocidad (Hasselblad). Tamaños de película: (6 x 4,5), (6 X 6), (6 X 7), (6 X 8) y (6 X 9). Todos estos tamaños salen del mismo tipo de película de 120 o de 220, con la única diferencia entre ellas del n.º de fotos que se pueden exponer. (4,5 X 6) en 120 son 15 fotos; en 220, 30 fotos, etc.

## Ventajas
- La principal ventaja de las cámaras réflex es que lo que vemos es lo que va a salir en la foto, con una precisión en el encuadre próxima al 100 % (al 100 % sólo llegan los visores de las cámaras réflex de gama profesional / aficionado avanzado).
- Gran variedad de objetivos y accesorios (ciertamente hay cámaras no réflex como las Leica y Contax que tienen objetivos intercambiables y accesorios, pero estos equipos, aparte de ser muy caros, están más limitados en cuanto a variedad).
- Logran mecánicamente velocidades de obturación muy altas, superando los 1/500 s con facilidad. Esto es debido al obturador de plano focal situado en frente del dispositivo de captura (película o sensor), propio de todas las de 35 mm y la mayoría de las de formato medio.
- La mayoría de las de 35 mm y algunas de formato medio tienen sistemas de fotometría y controles de exposición más sofisticados y precisos que las no réflex.

## Inconvenientes
- Mayor peso y volumen que una cámara no réflex (englobando en no réflex a cámaras con visor directo, sean compactas o telemétricas, como la serie M de Leica). En formato  digital también existen este tipo de cámaras como la serie M digital de Leica, cámaras generalmente producidas a mano y con costos elevados por lo cual se alejan del consumidor estándar.
- Movimiento de las cortinas en el obturador de plano focal, junto la basculación del espejo durante la captura, que produce más vibraciones y ruido en las réflex que en las no réflex con obturador central.
- Imposibilidad de mirar durante la captura de la imagen. Esto es posible de corregirse mediante un visor situado en la zapata del flash, el cual tendría el mismo error de paralaje que una cámara compacta o telemétrica; sin embargo, por ser accesorios no provistos por los fabricantes de cámaras réflex, algunos usuarios prefieren las cámaras telemétricas a estas últimas.